# Белые земли
Белые земли (также обелённые, обельные земли, белые места) — в XVI-XVII веках земли Русского царства, население которых было освобождено от уплаты государственных налогов (тягла). Земли принадлежали крупным владельцам (как светским, так и духовным). По указу Фёдора Иоанновича около 1591 года был издан закон, по которому «обелялась» пашня помещиков, которые лично несли военную службу и жили в своих поместьях. В XVII веке, после введения двора как единицы налогообложения, от тягла была освобождена всякая барская запашка.
В городах образовались особые белые слободы, в которых на белых землях жили зависимые от феодалов люди, а также служилые люди (беломестные казаки, драгуны, пахотные солдаты). После Соляного бунта 1648 года белые места были ликвидированы Соборным Уложением 1649 года.